# Francesc Mirabent
Francesc de Paula Mirabent i Vilaplana (Barcelona, 21 de noviembre de 1888 - Barcelona, 5 de mayo de 1952) fue un filósofo, profesor, periodista y escritor español.

## Biografía
Hijo de Antonio Mirabent y Clotilde Vilaplana, de familia obrera, trabajó de empleado de banca hasta que creó un negocio propio. Autodidacta, se presentó a los exámenes libres de Bachillerato en los institutos de Barcelona y Tarragona. Pronto empezó a cultivar la novela y el periodismo. En 1907 inició tímidas colaboraciones en varios periódicos de tendencia republicana, como El Liberal de Madrid, El pueblo de Valencia, fundado por Vicente Blasco Ibáñez, y especialmente en El Radical o La unión republicana, órgano de expresión en Almería del partido Unión Republicana, fundado por Nicolás Salmerón. Más adelante, también colaboró en otros diarios como La Tarde de Palma de Mallorca, el Diario de Tortosa o La Esfera de Madrid. Entre 1916 y 1920 hizo la licenciatura en Filosofía y Letras en la Universidad de Barcelona. Entre sus profesores destacan José Jordán de Urriés Azara y Jaime Serra Húnter.
A partir de 1920 abandonó la actividad periodística para dedicarse a la enseñanza universitaria. Impartió clases de Psicología y de Historia de la Filosofía, y se doctoró en 1927, con una tesis por la que recibió el premio extraordinario de doctorado, La estética inglesa del siglo XVIII. Aquel mismo año fue nombrado profesor auxiliar de la Universidad de Barcelona, ocupándose de las asignaturas de Lógica y Epistemología. En 1931 renunció temporalmente a ejercer como profesor por razones personales, que lo forzaban a viajar. Durante este tiempo colaboró en la Revista de Catalunya, Revue de Esthétique de París, Review of Aesthetics and Art Criticism, Revista de Ideas Estéticas, etc. En la década de 1940 volvió a ejercer como profesor, y más adelante, a partir de 1950, como catedrático de Estética en la Universidad de Barcelona. Mirabent entendió la estética como ciencia independiente, contraria al irracionalismo y al fisiologismo. A través de Serra Húnter se identificó con un realismo espiritualista heredado de la tradición de la Escuela Catalana de Filosofía. Sus méritos científicos lo llevaron a ocupar una plaza en el Comité Permanente de los Congresos Internacionales de Filosofía, en algunos de los cuales había sido representante. También destacó como colaborador honorario del Consejo Superior de Investigaciones Científicas a través del Instituto de Filosofía «Lluís Vives».

## Obras
Entre sus publicaciones filosóficas destacan:
- L'Escola escocesa i la seva influència en els filòsofs catalans del segle XIX (1922)
- Els estudis filosòfics a Catalunya (1927)
- De la bellesa (1936)
- Dos poetas: Valéry y Claudel y la estética (1946)
- Estudios estéticos y otros ensayos filosóficos (1958)